# ATX Open 2024 - Qualificazioni singolare
Le qualificazioni del singolare dell'ATX Open 2024 sono un torneo di tennis preliminare per accedere alla fase finale della manifestazione disputate il 24 e 25 febbraio 2024. I vincitori dell'ultimo turno sono entrati di diritto nel tabellone principale. In caso di ritiro di uno o più giocatori aventi diritto a questi sono subentrati i Lucky loser, ossia i giocatori che hanno perso nell'ultimo turno ma che avevano una classifica più alta rispetto agli altri partecipanti che avevano comunque perso nel turno finale.

## Teste di serie
1. Nuria Párrizas Díaz (primo turno)
2. Jessika Ponchet (qualificata)
3. Sára Bejlek (qualificata)
4. Julija Starodubceva (ultimo turno)
5. Sachia Vickery (qualificata)
6. Arianne Hartono (primo turno)

1. Olivia Gadecki (qualificata)
2. Rebecca Marino (qualificata)
3. Léolia Jeanjean (ultimo turno)
4. Louisa Chirico (qualificata)
5. Chloé Paquet (primo turno)
6. Martina Capurro Taborda (primo turno)

## Qualificate
1. Rebecca Marino
2. Jessika Ponchet
3. Sára Bejlek

1. Tereza Martincová
2. Sachia Vickery
3. Olivia Gadecki

## Tabellone

### Legenda
| - Q = Qualificato - WC = Wild card - LL = Lucky loser | - ALT = Alternate - SE = Special Exempt - PR = Protected Ranking | - w/o = Walkover - r = Ritirato - d = Squalificato |

### Sezione 1
|  | Primo turno | Primo turno         | Primo turno    | Primo turno | Primo turno |  |  | Ultimo turno | Ultimo turno   | Ultimo turno | Ultimo turno | Ultimo turno |  |
|  |             |                     |                |             |             |  |  |              |                |              |              |              |  |
|  | 1           | Nuria Párrizas Díaz | 7              | 3           | 4           |  |  |              |                |              |              |              |  |
|  |             | Gabriela Lee        | 5              | 6           | 6           |  |  |              | Gabriela Lee   | 6            | 3            | 4            |  |
|  | WC          | Lyla Middleton      | Lyla Middleton | 2           | 3           |  |  | 8            | Rebecca Marino | 1            | 6            | 6            |  |
|  | 8           | Rebecca Marino      | Rebecca Marino | 6           | 6           |  |  |              |                |              |              |              |  |

### Sezione 2
|  | Primo turno | Primo turno     | Primo turno     | Primo turno | Primo turno |  |  | Ultimo turno | Ultimo turno    | Ultimo turno    | Ultimo turno | Ultimo turno |  |
|  |             |                 |                 |             |             |  |  |              |                 |                 |              |              |  |
|  | 2           | Jessika Ponchet | Jessika Ponchet | 7           | 6           |  |  |              |                 |                 |              |              |  |
|  |             | Louisa Chirico  | Louisa Chirico  | 5           | 3           |  |  | 2            | Jessika Ponchet | Jessika Ponchet | 6            | 7            |  |
|  | WC          | Liv Hovde       | Liv Hovde       | 6           | 6           |  |  | WC           | Liv Hovde       | Liv Hovde       | 4            | 64           |  |
|  | 11          | Chloé Paquet    | Chloé Paquet    | 4           | 1           |  |  |              |                 |                 |              |              |  |

### Sezione 3
|  | Primo turno | Primo turno     | Primo turno     | Primo turno | Primo turno |  |  | Ultimo turno | Ultimo turno    | Ultimo turno    | Ultimo turno | Ultimo turno |  |
|  |             |                 |                 |             |             |  |  |              |                 |                 |              |              |  |
|  | 3           | Sára Bejlek     | Sára Bejlek     | 6           | 6           |  |  |              |                 |                 |              |              |  |
|  |             | Carole Monnet   | Carole Monnet   | 3           | 2           |  |  | 3            | Sára Bejlek     | Sára Bejlek     | 6            | 6            |  |
|  | WC          | Maya Joint      | Maya Joint      | 3           | 1           |  |  | 9            | Léolia Jeanjean | Léolia Jeanjean | 1            | 2            |  |
|  | 9           | Léolia Jeanjean | Léolia Jeanjean | 6           | 6           |  |  |              |                 |                 |              |              |  |

### Sezione 4
|  | Primo turno | Primo turno               | Primo turno       | Primo turno | Primo turno |  |  | Ultimo turno | Ultimo turno        | Ultimo turno        | Ultimo turno | Ultimo turno |  |
|  |             |                           |                   |             |             |  |  |              |                     |                     |              |              |  |
|  | 4           | Julija Starodubceva       | 6                 | 67          | 6           |  |  |              |                     |                     |              |              |  |
|  |             | Irene Burillo Escorihuela | 1                 | 7           | 4           |  |  | 4            | Julija Starodubceva | Julija Starodubceva | 3            | 6            |  |
|  |             | Katarzyna Kawa            | Katarzyna Kawa    | 5           | 5           |  |  | 10           | Tereza Martincová   | Tereza Martincová   | 6            | 7            |  |
|  | 10          | Tereza Martincová         | Tereza Martincová | 7           | 7           |  |  |              |                     |                     |              |              |  |

### Sezione 5
|  | Primo turno | Primo turno             | Primo turno             | Primo turno | Primo turno |  |  | Ultimo turno | Ultimo turno   | Ultimo turno | Ultimo turno | Ultimo turno |  |
|  |             |                         |                         |             |             |  |  |              |                |              |              |              |  |
|  | 5           | Sachia Vickery          | 5                       | 7           | 6           |  |  |              |                |              |              |              |  |
|  |             | Carol Zhao              | 7                       | 64          | 1           |  |  | 5            | Sachia Vickery | 6            | 3            | 6            |  |
|  |             | Elvina Kalieva          | Elvina Kalieva          | 6           | 6           |  |  |              | Elvina Kalieva | 3            | 6            | 4            |  |
|  | 12          | Martina Capurro Taborda | Martina Capurro Taborda | 4           | 3           |  |  |              |                |              |              |              |  |

### Sezione 6
|  | Primo turno | Primo turno        | Primo turno        | Primo turno | Primo turno |  |  | Ultimo turno | Ultimo turno   | Ultimo turno | Ultimo turno | Ultimo turno |  |
|  |             |                    |                    |             |             |  |  |              |                |              |              |              |  |
|  | 6           | Arianne Hartono    | Arianne Hartono    | 0           | 3           |  |  |              |                |              |              |              |  |
|  |             | Shelby Rogers      | Shelby Rogers      | 6           | 6           |  |  |              | Shelby Rogers  | 5            | 0            | r            |  |
|  | WC          | Catherine Harrison | Catherine Harrison | 3           | 3           |  |  | 7            | Olivia Gadecki | 7            | 2            |              |  |
|  | 7           | Olivia Gadecki     | Olivia Gadecki     | 6           | 6           |  |  |              |                |              |              |              |  |